# Braux-le-Châtel
Braux-le-Châtel ist eine französische Gemeinde mit 126 Einwohnern (Stand 1. Januar 2022) im Département Haute-Marne in der Region Grand Est. Sie gehört zum Arrondissement Chaumont und zum Kanton Châteauvillain. Zudem ist die Gemeinde Teil des 2003 gegründeten Gemeindeverbands Les Trois Forêts. Die Einwohner werden Brozéens/Brozéennes genannt.

## Lage
Braux-le-Châtel liegt östlich der Brauzé rund 68 Kilometer südöstlich von Troyes und 15 Kilometer westlich der Kleinstadt Chaumont im Westen des Départements Haute-Marne. Die Gemeinde besteht nur aus dem Dorf Braux-le-Châtel und ist in der Osthälfte weitflächig von Wald bedeckt.
Nachbargemeinden sind Vaudrémont im Nordwesten, Autreville-sur-la-Renne im Nordosten, Bricon im Südosten, Orges im Südwesten und Westen und  Aizanville im Nordwesten.

## Geschichte
Bis zur Französischen Revolution lag Braux-le-Châtel innerhalb der Bailliage de Chaumont. Die Gemeinde gehörte von 1793 bis 1801 zum Distrikt Chaumont. Seit 1801 ist sie Teil des Arrondissements Chaumont. Von 1793 bis 1801 war der Ort dem Kanton Bricon zugeteilt. Seit 1801 liegt die Gemeinde innerhalb des Kantons Châteauvillain (bis 1814 Ville-sur-Aujon genannt).

## Bevölkerungsentwicklung
| Jahr                       | 1962 | 1968 | 1975 | 1982 | 1990 | 1999 | 2006 | 2012 | 2019 |
| Einwohner                  | 187  | 161  | 163  | 132  | 121  | 129  | 146  | 140  | 144  |
| Quellen: Cassini und INSEE |      |      |      |      |      |      |      |      |      |

## Sehenswürdigkeiten
- gallo-römischer Brunnen, seit 1915 als Monument historique ausgewiesen[1]
- Kreuz auf dem Dorffriedhof aus dem 15./16. Jahrhundert, seit 1940 Monument historique[2]
- Dorfkirche Saint-Antoine, älteste Teile aus dem 12. Jahrhundert, seit 1928 Monument historique[3][4]
- Wegkreuz am südwestlichen Dorfrand

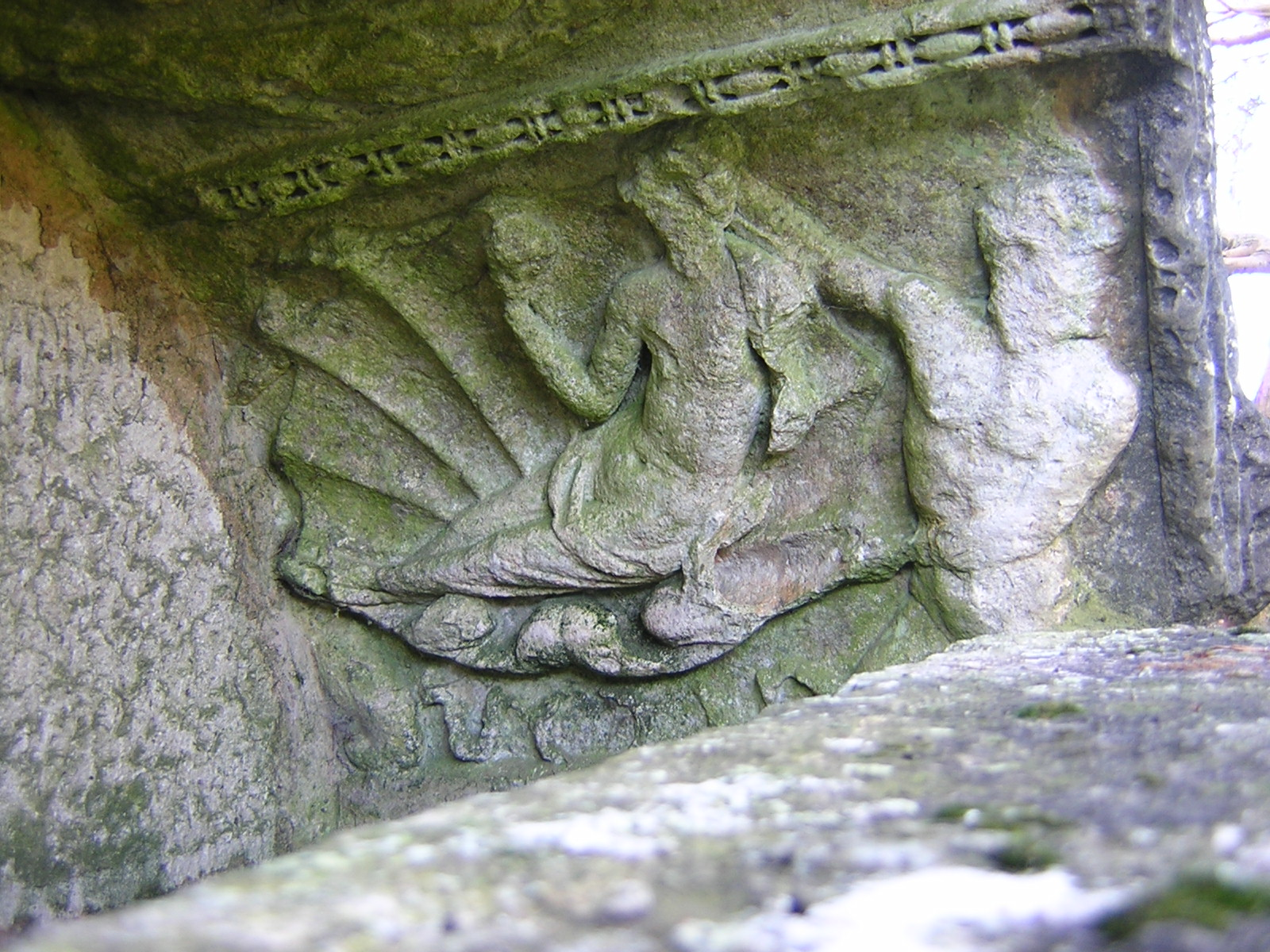
Detail am gallo-römischen Brunnen

- Denkmal für die Gefallenen[5]